# Achille Richard
Pour les articles homonymes, voir Richard.
 (mai 2019).
Si vous disposez d'ouvrages ou d'articles de référence ou si vous connaissez des sites web de qualité traitant du thème abordé ici, merci de compléter l'article en donnant les références utiles à sa vérifiabilité et en les liant à la section « Notes et références ».
Achille Richard, né à Paris le 23 avril 1794 et mort à Paris le 5 octobre 1852, est un médecin et botaniste français.

## Biographie
Membre d'une longue lignée de botanistes, il grandit entouré des collections de son père Louis-Claude Richard (1754-1821). Bien qu’encore étudiant en médecine, il le remplace parfois dans ses cours de botanique à la faculté de médecine. 
En 1814 (campagne de France) il est affecté à l'hôpital de Strasbourg.
Son premier ouvrage, Nouveaux éléments de botanique, appliquée à la médecine, à l'usage des élèves qui suivent les cours de la Faculté de médecine et du Jardin du Roi, qui paraît en 1819, lui vaut une renommée certaine. Ce livre est sept fois réédité et traduit en allemand par Baldwin Martin Kittel (1798-1885), en anglais par James Dickson (1738-1822) et en néerlandais par Nicolas Mulder (1796-1867). La même année, il fait paraître Formulaire de poche à l'usage des praticiens, ou Recueil des formules les plus usitées dans la pratique de la médicale… d'après le nouveau Codex de Paris (Béchet jeune, Paris, 1819), qui est réédité plusieurs fois. Le 16 mars, il obtient son titre de docteur avec une thèse intitulée Histoire naturelle et médicale des différentes espèces d'ipécacuanha du commerce, le président du jury n'est autre que son père. De 1821 à 1828, il dirige la publication des vingt tomes du Dictionnaire de médecine (Paris).
De 1819 à 1831, Richard est conservateur de l’herbier de Benjamin Delessert (1773-1784) et aide naturaliste auprès de René Desfontaines (1750-1831) de 1827 à 1830. Le 11 avril 1831, il accède par concours à la position de professeur de botanique à la faculté de médecine de Paris. Plusieurs de ses élèves se consacrent à la botanique, entre autres Ernest Saint-Charles Cosson (1819-1889), Jacques Nicolas Ernest Germain de Saint-Pierre (1815-1882), Richard Quartin-Dillon (?-1840), Antoine Petit, Gaetano Leone Durando (1811-1892). Il participe, aux côtés d’autres naturalistes, à la création en mars 1821 de la Société d’histoire naturelle de Paris, qui ne dure que quelques mois.
Avec Pierre Adolphe Lesson (1805-1888), Richard réalise les déterminations des flores rapportées par Jules Dumont d'Urville (1790-1842) lors de son voyage à bord de l'Astrolabe. 
Il est aussi l'auteur d'une Botanique médicale, ou Histoire naturelle et médicale des médicaments, des poisons et des aliments, tirés du règne végétal (1823),. 
En 1826, il fait paraître Commentatio botanica de conifereis et cycadeis… (J.G. Cotta, Stugart) de son père. De 1827 à 1829, il participe à la publication du Dictionnaire des drogues simples et composées, ou Dictionnaire d'histoire naturelle médicale, de pharmacologie et de chimie pharmaceutique (Béchet jeune, cinq volumes) aux côtés d’Alphonse Chevallier (1793-1879). Il est élu membre de l'Académie des sciences en 1834.
Il était également membre de l'Académie de médecine, de la Société centrale d'agriculture depuis 1850, de la Société philomathique, de la Société de biologie, examinateur à l'École de pharmacie,[réf. nécessaire] nommé chevalier de la légion d'honneur le 1er mai 1831 à l’âge de 37 ans et promu officier le 11 décembre 1849.
De 1830 à 1833, avec Jean Baptiste Antoine Guillemin (1796-1842) et George Samuel Perrottet (1793-1859), il fait paraître une flore du Sénégal tirée des collections récoltées  par Perrottet et Leprieur. 
De 1831 à 1835, il fait paraître les trois volumes (le premier consacré à la zoologie, les deux autres à la botanique) des Éléments d'histoire naturelle médicale,,. 
En 1845, il signe Botanique : plantes vasculaires dans l'Histoire physique, politique et naturelle de l'île de Cuba de Ramón de la Sagra. Il est l'auteur de la troisième partie, consacrée à la botanique, du Voyage en Abyssinie exécuté pendant les années 1839, 1840, 1841, 1842, 1843… exécuté sous la direction scientifique de Charlemagne Théophile Lefebvre (1811-1860). Avec Anselme Payen (1795-1871), il fait paraître un Précis d'agriculture théorique et pratique,. L'année suivante, il fait paraître son Précis de botanique et de physiologie végétale.
Il a également écrit Nouveaux éléments de botanique et de physiologie végétale avec un tableau méthodique des familles naturelles.  La seconde édition bruxelloise de 1837 est accompagnée d'un supplément écrit par Auguste Drapiez.

## Famille
le 15 avril 1820  il épouse Gabrielle Antoine Lucile Dorbe, fille naturelle du célèbre chirurgien Antoine Dubois qui accoucha l'impératrice Marie-Louise du roi de Rome (ayant mené à bien cet accouchement qui s'avérait difficile, Napoléon remercia ce dernier en lui faisant un don de 100 000 francs et en le nommant baron le 23 avril 1812). Bien qu'il n’ait pas reconnu sa fille, Antoine Dubois assura sa subsistance et son éducation jusqu'à son mariage.
Le couple a une fille, Antoinette Richard, née en 1821 ; et deux fils, Félix-Adolphe Richard (1822-1872) et Gustave Richard (1827-1857), tous deux médecins.
Son mariage fait de lui le beau-frère de l'artiste peintre d'histoire naturelle Antoine-Charles Vauthier.

## Publications
- [Guillemin, Perrottet & Richard 1830-1833] (la + fr) Jean Baptiste Antoine Guillemin, George Samuel Perrottet et Achille Richard, Florae Senegambiae tentamen, seu, Historia plantarum in diversis Senegambiae regionibus a peregrinatoribus Perrottet et Leprieur detectarum, vol. 1, Paris, Treutel & Wurtz, 1830-1833, 72 planches + 316 (lire en ligne [sur archive.org]).
- [Perrottet & Richard 1841] George Samuel Perrottet et Achille Richard, Monographie des orchidées recueillies dans la chaine des Nil-Gherries (Indes-orientales), Paris, impr. Paul Renouard, 1841, 12 pl. + 33 p. (lire en ligne [sur books.google.fr]).
- Précis d'agriculture théorique et pratique, à l'usage des écoles d'agriculture, des propriétaires et des fermiers (2 t.), Paris, libr. L. Hachette & Cie, 1851
  - [Payen et Richard 1851] Anselme Payen et Achille Richard, Précis d'agriculture théorique et pratique, t. 1, 650 p. (lire en ligne [sur books.google.fr]).
  - [Payen et Richard 1851] Anselme Payen et Achille Richard, Précis d'agriculture théorique et pratique, t. 2, 532 p. (lire en ligne [sur books.google.fr]).
- Botanique médicale ou Histoire naturelle et médicale des médicaments, poisons et des aliments tirés du règne végétal (2 t.), Paris, libr. Béchet jeune, 1823
  - [1823] Botanique médicale, t. 1, p. 1-448 (lire en ligne [sur books.google.fr]).
  - [1823] Botanique médicale, t. 2, p. 450-817 (lire en ligne [sur books.google.fr]).
- Éléments d'histoire naturelle médicale, 3 t. (1 de zoologie, 2 de botanique), Paris, libr. Béchet Jeune, 1831-1835
  - [1831] Éléments d'histoire naturelle médicale, t. 1, 597 p. (lire en ligne [sur books.google.fr]).
  - [1831] Éléments d'histoire naturelle médicale, t. 2 (réimpr. 1849, libr. Labé, 512 p.), 842 p. (lire en ligne [sur books.google.fr]).
  - [1835 / 1838] Éléments d'histoire naturelle médicale, t. 3 : 2e partie - Botanique, libr. Béchet Jeune, 1838 (réimpr. 1849, libr. Labé, 592 p.), 3e éd. (1re éd. 1835), 916 p. (lire en ligne [sur books.google.fr]).
- [1835] Précis élémentaire de minéralogie, Paris, libr. Béchet jeune, 1835, 409 p. (lire en ligne [sur books.google.fr]).
- [Richard & Drapiez 1837] Achille Richard et Drapiez, Nouveaux éléments de botanique et de physiologie végétale (publication de Richard augmentée par Drapiez), Bruxelles, Société typographique belge Adolphe Wahlen & Cie, 1837, 343 p. (lire en ligne [sur books.google.fr]).
- [Lesson & Richard 1832] Pierre Adolphe Lesson et Achille Richard, Voyage de découvertes de l'Astrolabe, exécuté par ordre du Roi, pendant les années 1826, 1827, 1828, 1829, Botanique, Paris, éd. J. Tastu, 1832, 167 p. (lire en ligne [sur books.google.fr]).
- [1845] Botanique. Plantes vasculaires (volume de la série Histoire physique, politique et naturelle de l'île de Cuba de Ramón de la Sagra), Paris, éd. Arthus Bertrand, 1845, 663 p. (lire en ligne [sur biodiversitylibrary.org]).
- [1845 ?] (la + fr) Tentamen Florae Abyssinicae seu numeratio Plantarum hucusque un plerisque Abyssiniae provinciis detectarum, vol. 2, t. 5 : Troisième partie. Histoire naturelle. Botanique, Paris, éd. Arthus Bertrand, 1845 ?, 518 p. (lire en ligne [sur books.google.fr]).